# Аристова, Екатерина Владимировна
Екатерина Владимировна Аристова (род. 14 декабря 1986 года, Москва) — франко-российская художница. Живёт и работает в Париже (Франция). Основатель движения бессознательного искусства.

## Биография
Екатерина Аристова родилась в Москве 14 декабря 1986 года. Получила образование в сфере финансов и менеджмента, однако впоследствии решила посвятить себя живописи. Обучалась у Сергея Тутунова, выпускника Института имени Сурикова; посещала курсы в парижской Школе изящных искусств и Академии Гранд-Шомьер. В 2016 году в Париже состоялась первая персональная выставка художницы.
На Западе известна как «художник души» и основательница «бессознательного подхода» в искусстве, где хаотичная абстракция обретает форму и смысл. Аристова разработала этот подход, создавая абстрактный рисунок углем с завязанными глазами и затем выделяя узнаваемую форму и смысл из абстрактного хаоса, находя связи между внутренним бессознательным, личным опытом и глобальными событиями и катаклизмами.
В декабре 2023 года в Париже была опубликована первая монография художницы, содержащая основной манифест — «Манифест души: Искусство бессознательного».
Весной 2024 года работа Екатерины Аристовой «Свистопляска» (этюд в красном) была продана на аукционе Christie's в Париже за 32700 евро (3,2 млн руб.), в 6 раз дороже первоначальной оценочной стоимости.